# 卢仁灿
卢仁灿（1915年—2007年），福建永定人，中国人民解放军将领、中国人民解放军少将。
1962年，接替丁秋生，担任北海舰队政治委员。1973年，由易耀彩接任。1955年，授中国人民解放军少将军衔。后升任中国人民解放军海军副政治委员。